# Nadezhda Serguéyeva
Nadezhda Víktorovna Serguéyeva (en ruso: Надежда Викторовна Сергеева; Kémerovo, URSS, 13 de junio de 1987) es una deportista rusa que compite en bobsleigh en las modalidades individual y doble. Ganó tres medallas en el Campeonato Europeo de Bobsleigh entre los años 2017 y 2022.

## Palmarés internacional
| Campeonato Europeo | Campeonato Europeo    | Campeonato Europeo | Campeonato Europeo |
| Año                | Lugar                 | Medalla            | Prueba             |
| ------------------ | --------------------- | ------------------ | ------------------ |
| 2017               | Winterberg (Alemania) | Medalla de plata   | Doble              |
| 2020               | Sigulda (Letonia)     | Medalla de oro     | Doble              |
| 2022               | Sankt Moritz (Suiza)  | Medalla de bronce  | Individual         |